# Klaus Sulzenbacher
Klaus Sulzenbacher (Kitzbühel, 3 febbraio 1965) è un ex combinatista nordico austriaco.

## Biografia
Vincitore di medaglie olimpiche e mondiali, Klaus Sulzenbacher ottiene il suo primo risultato di rilievo in Coppa del Mondo il 17 dicembre 1983 sulle nevi di casa di Seefeld in Tirol giungendo 6º in un'individuale Gundersen. Il 3 marzo 1984 vince la medaglia di bronzo ai Mondiali juniores di Trondheim, in Norvegia. Tre anni dopo conquista la prima vittoria individuale in Coppa del Mondo a Bad Goisern, in Austria. Nella stessa stagione partecipa ai XV Giochi olimpici invernali di Calgary 1988, in Canada, ottenendo due medaglie (un argento nell'individuale e un bronzo nella gara a squadre) e si aggiudica la prima Coppa del Mondo assoluta della specialità, trofeo che otterrà anche nell'edizione del 1990.
Nel 1991 è convocato per i Mondiali disputati in Val di Fiemme, in Italia, dove vince l'oro nella competizione a squadre e l'argento nell'individuale. Ai Giochi olimpici di Albertville 1992, in Francia, incrementa il palmarès con altri due bronzi (nell'individuale e nella gara a squadre). Si ritira dall'attività agonistica il 10 marzo 1992 salendo per l'ultima volta sul podio, con il terzo posto in individuale a Trondheim.

## Palmarès

### Olimpiadi
- 4 medaglie:
- 1 argento (individuale a Calgary 1988)
- 3 bronzi (gara a squadre a Calgary 1988; individuale, gara a squadre a Albertville 1992)

### Mondiali
- 2 medaglie:
  - 1 oro (gara a squadre a Val di Fiemme 1991)
  - 1 argento (individuale a Val di Fiemme 1991)

### Mondiali juniores
- 1 medaglia:
  - 1 bronzo (individuale a Trondheim 1984)

### Coppa del Mondo
- Vincitore della Coppa del Mondo nel 1988 e nel 1990
- 31 podi:
  - 14 vittorie
  - 5 secondi posti
  - 12 terzi posti

#### Coppa del Mondo - vittorie
| Data             | Località         | Nazione        | Trampolino           | Spec.       |
| ---------------- | ---------------- | -------------- | -------------------- | ----------- |
| 18 dicembre 1987 | Bad Goisern      | Austria        | Kalmberg K90         | IN NH/15 km |
| 23 gennaio 1988  | Seefeld in Tirol | Austria        | Toni Seelos K90      | IN NH/15 km |
| 12 marzo 1988    | Falun            | Svezia         | Lugnet K89           | IN NH/15 km |
| 25 marzo 1988    | Rovaniemi        | Finlandia      | Ounasvaara K90       | IN NH/15 km |
| 6 gennaio 1990   | Reit im Winkl    | Austria        | Franz Haslberger K90 | IN NH/15 km |
| 14 gennaio 1990  | Saalfelden       | Austria        | Bibergschanze K85    | IN NH/15 km |
| 19 gennaio 1990  | Murau            | Austria        | Gumpold K85          | IN NH/15 km |
| 17 febbraio 1990 | Štrbské Pleso    | Cecoslovacchia | MS 1970 K88          | IN NH/15 km |
| 9 marzo 1990     | Örnsköldsvik     | Svezia         | Paradiskullen K82    | IN NH/15 km |
| 29 dicembre 1990 | Oberwiesenthal   | Germania       | Fichtelberg K90      | IN NH/15 km |
| 12 gennaio 1991  | Bad Goisern      | Austria        | Kalmberg K90         | IN NH/15 km |
| 23 marzo 1991    | Sankt Moritz     | Svizzera       | Olympiaschanze K94   | IN NH/15 km |
| 11 gennaio 1992  | Breitenwang      | Austria        | Raimund Ertl K87     | IN NH/15 km |
| 28 febbraio 1992 | Lahti            | Finlandia      | Salpausselkä K90     | IN NH/15 km |

Legenda:

IN = individuale Gundersen

NH = trampolino normale